# Liste der Stolpersteine in Prag-Nové Město

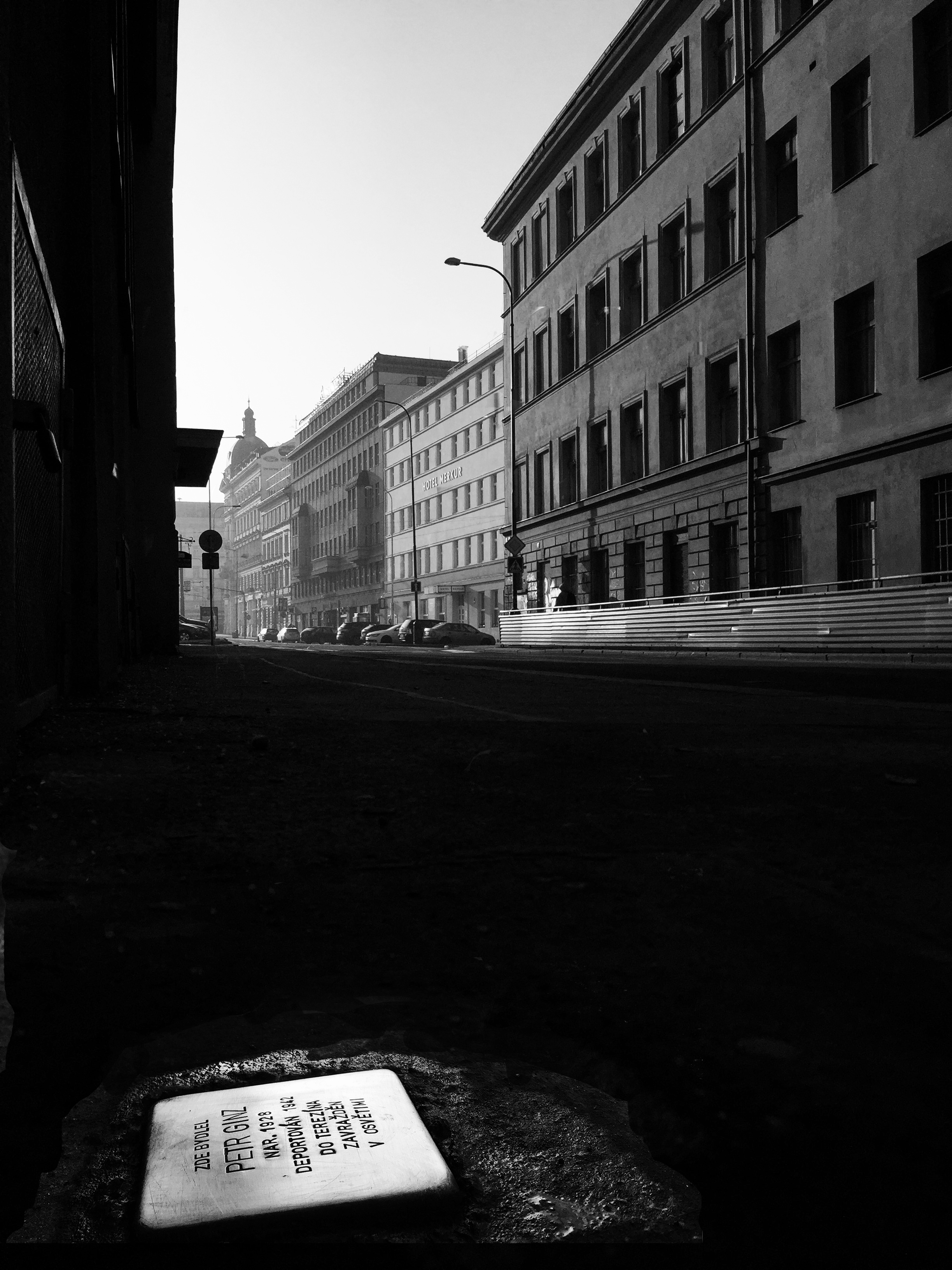
Stolperstein für Petr Ginz vor dem Haus in der Stárkova 1745/4 in Prag-Nové Město, 2017

Die Liste der Stolpersteine in Prag-Nové Město listet die Stolpersteine im Verwaltungsbezirk Nové Město in Prag auf. Die Stolpersteine erinnern an das Schicksal der Menschen, welche von den Nationalsozialisten ermordet, deportiert, vertrieben oder in den Suizid getrieben wurden.
Das tschechische Stolpersteinprojekt Stolpersteine.cz wurde 2008 durch die Česká unie židovské mládeže (Tschechische Union jüdischer Jugend) ins Leben gerufen und stand unter der Schirmherrschaft des Prager Bürgermeisters. Die Stolpersteine liegen vor dem letzten selbstgewählten Wohnort des Opfers. Die Stolpersteine werden auf Tschechisch stolpersteine genannt, alternativ auch kameny zmizelých (Steine der Verschwundenen).

## Nové Město
| Stolperstein | Übersetzung | Standort                            | Name, Leben            |
| ------------ | --- | ----------------------------------- | ---------------------- |
|              | HIER WOHNTE ZDĚNKA ABELES KLEINOVÁ JG. 1898 DEPORTIERT 1942 NACH THERESIENSTADT ERMORDET 1945 IN AUSCHWITZ      | Senovážné nám. 1986/12              | Zdenka Abeles Kleinová |
|              | HIER WOHNTE MARIE ELIŠÁKOVÁ JG. 1883 DEPORTIERT 1941 NACH ŁÓDŹ ERMORDET EBENDORT                                | Václavské náměstí 793/36            | Marie Elišáková        |
|              | HIER WOHNTE OLGA GEHORSAMOVÁ JG. 1891 DEPORTIERT 1942 NACH THERESIENSTADT ERMORDET 20.1.1943 IN AUSCHWITZ       | Tešnov 1699/3                       | Olga Gehorsamová       |
|              | HIER WOHNTE PETR GINZ JG. 1928 DEPORTIERT 1942 NACH THERESIENSTADT ERMORDET IN AUSCHWITZ                        | Stárkova 1745/4 (Nové město)        | Petr Ginz              |
|              | HIER WOHNTE HEŘMAN HELLMANN JG. 1881 DEPORTIERT 1941 NACH THERESIENSTADT 1942 NACH RAASIKU ERMORDET             | Vodičkova 699/28 (Nové město)       | Heřman Hellmann        |
|              | HIER WOHNTE MARIE HELLMANNOVÁ JG. 1890 DEPORTIERT 1942 NACH THERESIENSTADT 1942 NACH RAASIKU ERMORDET           | Vodičkova 699/28 (Nové město)       | Marie Hellmannová      |
|              | HIER WOHNTE PETR HIRSCHL JG. 1938 DEPORTIERT 1942 NACH THERESIENSTADT ERMORDET IN AUSCHWITZ                     | Klimentská 1746/52                  | Petr Hirschl           |
|              | HIER WOHNTE ROBERT HIRSCHL JG. 1899 DEPORTIERT 1942 NACH THERESIENSTADT ERMORDET IN MALY TROSTINEC              | Klimentská 1746/52                  | Robert Hirschl         |
|              | HIER WOHNTE EDITA HIRSCHLOVÁ GEB. SLONITZ JG. 1903 DEPORTIERT 1942 NACH THERESIENSTADT ERMORDET IN AUSCHWITZ    | Klimentská 1746/52                  | Edita Hirschlová       |
|              | HIER WOHNTE GIDEON KLEIN JG. 1919 DEPORTIERT 1941 NACH THERESIENSTADT ERMORDET 1945 IN AUSCHWITZ                | Rašínovo nábř. 1696/66 (Nové město) | Gideon Klein           |
|              | HIER WOHNTE MUDR. RUDOLF KLEIN JG. 1886 DEPORTIERT 1942 NACH THERESIENSTADT ERMORDET 1945 IN AUSCHWITZ          | Senovážné nám. 1986/12              | Rudolf Klein           |
|              | HIER WOHNTE ILONA KLEINOVÁ JG. 1899 DEPORTIERT 1942 NACH THERESIENSTADT ERMORDET 14.10.1944 IN AUSCHWITZ        | Rašínovo nábř. 1696/66 (Nové město) | Ilona Kleinová         |
|              | HIER WOHNTE KITY KOPECKÁ JG. 1926 DEPORTIERT 1941 NACH THERESIENSTADT ERMORDET IN AUSCHWITZ                     | Politických Vězňů 913/12            | Kity Kopecká           |
|              | HIER WOHNTE MARIANA KOPECKÁ JG. 1888 DEPORTIERT 1941 NACH THERESIENSTADT ERMORDET IN AUSCHWITZ                  | Politických Vězňů 913/12            | Mariana Kopecká        |
|              | HIER WOHNTE ZUZANA KOPECKÁ JG. 1922 DEPORTIERT 1941 NACH THERESIENSTADT ERMORDET IN AUSCHWITZ                   | Politických Vězňů 913/12            | Zuzana Kopecká         |
|              | HIER WOHNTE PAVEL A. KOPECKÝ JG. 1885 DEPORTIERT 1941 NACH THERESIENSTADT ERMORDET IN AUSCHWITZ                 | Politických Vězňů 913/12            | Pavel A. Kopecký       |
|              | HIER WOHNTE FANY KLOMINKOVÁ JG. 1904 DEPORTIERT 1942 NACH THERESIENSTADT ERMORDET                               | Na Bojišti 616/16 (Nové město)      | Fany Klominková        |
|              | HIER WOHNTE JIŘÍ KRÁSA JG. 1927 DEPORTIERT 1941 NACH THERESIENSTADT ERMORDET 1942 IN RIGA                       | Na Poříčí 1040/10 (Nové město)      | Jiří Krása             |
|              | HIER WOHNTE OTA KRÁSA JG. 1897 DEPORTIERT 1941 NACH THERESIENSTADT ERMORDET 1942 IN RIGA                        | Na Poříčí 1040/10 (Nové město)      | Ota Krása              |
|              | HIER WOHNTE IRMA KRÁSA JG. 1898 DEPORTIERT 1941 NACH THERESIENSTADT ERMORDET 1942 IN RIGA                       | Na Poříčí 1040/10 (Nové město)      | Irma Krásová           |
|              | HIER WOHNTE FRANZ MESSNER JG. 1896 DEPORTIERT 1942 NACH MAUTHAUSEN ERMORDET 10.7.1942 EBENDORT                  | Petrská 1161/24                     | Franz Messner          |
|              | HIER WOHNTE ILSE MESSNEROVÁ JG. 1906 DEPORTIERT 1942 NACH THERESIENSTADT 1942 NACH ZAMOŚĆ ERMORDET              | Petrská 1161/24                     | Ilse Messnerová        |
|              | HIER WOHNTE ALFRED RICHTER JG. 1920 DEPORTIERT 1942 NACH THERESIENSTADT ERMORDET 1944 IN AUSCHWITZ              | Kateřinská 489/14 (Nové město)      | Alfred Richter         |
|              | HIER WOHNTE FRANTIŠKA SCHLEISSNEROVÁ JG. 1866 DEPORTIERT 1942 NACH THERESIENSTADT ERMORDET IN AUSCHWITZ         | Politických Vězňů 913/12            | Františka Schleissner  |
|              | HIER WOHNTE HERMÍNA SLONITZ GEB. LASCH JG. 1884 DEPORTIERT 1942 NACH THERESIENSTADT ERMORDET IN AUSCHWITZ       | Klimentská 1443/50                  | Hermína Slonitz        |
|              | HIER WOHNTE HUGO SLONITZ JG. 1873 DEPORTIERT 1942 NACH THERESIENSTADT ERMORDET IN AUSCHWITZ                     | Klimentská 1443/50                  | Hugo Slonitz           |
|              | HIER WOHNTE ALOIS SOJKA-SOKOLOVIČ JG. 1894 DEPORTIERT 1942 NACH THERESIENSTADT ERMORDET 21.12.1942 IN AUSCHWITZ | Na Zderaze 1946/5                   | Alois Sojka-Sokolovic  |
|              | HIER WOHNTE FELICIE STRÁNSKÁ GEB. SCHLEISSNER JG. 1896 DEPORTIERT 1941 NACH ŁÓDŹ ERMORDET 1944 IN AUSCHWITZ     | Politických Vězňů 913/12            | Felicie Stránská       |
|              | HIER WOHNTE VILÉM STRÁNSKÝ JG. 1897 DEPORTIERT 1941 NACH ŁÓDŹ ERMORDET 1944 IN DACHAU                           | Politických Vězňů 913/12            | Vilém Stránský         |
|              | HIER WOHNTE ARTUR TÖPFER JG. 1914 DEPORTIERT 1943 NACH THERESIENSTADT ERMORDET                                  | Na Bojišti 616/16 (Nové město)      | Artur Töpfer           |
|              | HIER WOHNTE KAREL TÖPFER JG. 1918 DEPORTIERT 1941 NACH THERESIENSTADT ERMORDET                                  | Na Bojišti 616/16 (Nové město)      | Karel Töpfer           |
|              | HIER WOHNTE MAX TÖPFER JG. 1912 DEPORTIERT 1941 NACH THERESIENSTADT ERMORDET                                    | Na Bojišti 616/16 (Nové město)      | Max Töpfer             |
|              | HIER WOHNTE OSKAR TÖPFER JG. 1903 DEPORTIERT 1942 NACH THERESIENSTADT ERMORDET                                  | Na Bojišti 616/16 (Nové město)      | Oskar Töpfer           |
|              | HIER WOHNTE GERTRUDA TÖPFEROVÁ JG. 1916 DEPORTIERT 1942 NACH THERESIENSTADT ERMORDET                            | Na Bojišti 616/16 (Nové město)      | Gertruda Töpferová     |
|              | HIER WOHNTE OLGA TÖPFEROVÁ JG. 1878 DEPORTIERT 1942 NACH THERESIENSTADT ERMORDET                                | Na Bojišti 616/16 (Nové město)      | Olga Töpferová         |
|              | HIER WOHNTE JAN URBACH JG. 1905 DEPORTIERT 1941 NACH ŁÓDŹ ERMORDET 1942 EBENDORT                                | Senovážná 996/6                     | Jan Urbach             |
|              | HIER WOHNTE JINDŘICH URBACH JG. 1873 DEPORTIERT 1941 NACH ŁÓDŹ ERMORDET 1942 EBENDORT                           | Senovážná 996/6                     | Jindřich Urbach        |
|              | HIER WOHNTE MELANIE URBACHOVÁ JG. 1877 DEPORTIERT 1941 NACH ŁÓDŹ ERMORDET 1942 EBENDORT                         | Senovážná 996/6                     | Melanie Urbachová      |
|              | HIER WOHNTE JOSEF WALDMANN JG. 1894 DEPORTIERT 1944 NACH THERESIENSTADT ERMORDET 23.2.1945 IN DACHAU            | Politických vězňů 909/4             | Josef Waldmann         |